# Fischereiwissenschaft
Fischereiwissenschaft ist eine interdisziplinäre Wissenschaft, die strukturell mit den Agrarwissenschaften verwandt ist. Zu ihren Fachgebieten zählen weitere Grundwissenschaften und spezielle biologisch, geologisch, ökologisch und ökonomisch ausgerichtete Wissenschaftsbereiche. Ihre Aufgabe ist die Entwicklung von grundlegenden Fachkenntnissen in allen Bereichen der Fischerei.

## Die Stellung der Fischereiwissenschaft im Bereich der Wissenschaften
| Grund-Naturwissenschaften |        |
| Chemie                    | Physik |

| Biosphäre |
| Biologie  |

| Hydrosphäre                     | Atmosphäre   | Lithosphäre          | Extraterr. Sphäre | Synthese             |
| \| Hydrologie \| Ozeanologie \| | Meteorologie | Geologie / Geophysik | Astronomie        | Physische Geographie |
| Hydrologie                      | Ozeanologie  |                      |                   |                      |

| Hydrologie | Ozeanologie |

| Technologie |

| Fischereiwissenschaft |

Auf Bundesebene sind zuständig:
- Johann Heinrich von Thünen-Institut, Braunschweig/Hamburg

- Helmholtz-Zentrum für Ozeanforschung Kiel
  - Forschungsbereich 1: Ozeanzirkulation und Klimadynamik

- - Forschungsbereich 2: Marine Biogeochemie
  - Forschungsbereich 3: Marine Ökologie
  - Forschungsbereich 4: Dynamik des Ozeanbodens
  - Sonderforschungsbereich: Exzellenzcluster “Ozean der Zukunft”

Bei den Hochschulen gliedern sich die Forschungsbereiche in der Praxis nach den Schwerpunkten unterschiedlicher Universitäten. Nachfolgend ein Überblick zur Situation in Deutschland:
- Humboldt-Universität zu Berlin, Fischereimanagement und -ökologie, speziell in der Angelfischerei[1]
  - Forschungsbereich 1: Naturwissenschaftliche Komponente
  - Forschungsbereich 2: Sozialwissenschaftliche Richtung

- Berlin, Leibniz-Institut für Gewässerökologie und Binnenfischerei (IGB)[2]
  - Forschungsbereich 1: Ökohydrologie
  - Forschungsbereich 2: Limnologie von Flussseen
  - Forschungsbereich 3: Limnologie Geschichteter Seen
  - Forschungsbereich 4: Biologie und Ökologie der Fische
  - Forschungsbereich 5: Ökophysiologie und Aquakultur
  - Forschungsbereich 6: Zentrales Chemielabor/Aquatische Grenzzonen
  - Forschungsbereich 7: Aquatische Biodiversität

- Universität Hamburg, Institut für Hydrobiologie und Fischereiwissenschaft[3]
  - Forschungsbereich 1: Biologische Ozeanographie[4]
  - Forschungsbereich 2: Fischereiwissenschaft/Fischereibiologie[5]

- Technische Universität München
  - Forschungsbereich 1: Aquatische Systembiologie[6]
  - Forschungsbereich 2: Limnologie[7]

- Universität Rostock, Interdisziplinäre Fakultät[8]
  - Forschungsbereich: Department Maritime Systeme[9]

Grundsätzlich sind folgende Standards nach Universelle Dezimalklassifikation und Dewey-Dezimalklassifikation anerkannt:
- 6 Angewandte Wissenschaften. Medizin. Technik. Betriebswirtschaft. Informatik (UDK)
  - 63 Landwirtschaft. Forstwirtschaft. Tierzucht. Jagd. Fischerei (UDK)
    - 630 Agriculture & related technologies (DDC)
    - 639 Hunting, fishing & conservation (DDC)

Die Klassifizierung von Werken der Fischereiwissenschaft variiert bei einzelnen Werken entsprechend deren disziplinärem Schwerpunkt.
Geschichte und Politik sind keine klassischen Fachgebiete der Fischereiwissenschaft. Dennoch sind Werke vom Fischereiwissenschaftler Dietrich Sahrhage zur Geschichte des Fischfangs im Allgemeinen sowie im Speziellen zum Fisch im Alten Ägypten und in Mesopotamien sowie Informationen zum Kabeljaukrieg erwähnenswert.

## Geschichte
Erste Ansätze einer Fischereiwissenschaft datieren ins 19. Jahrhundert. Im Jahre 1842 beendete Louis Agassiz sein Werk History of the Freshwater Fishes of Central Europe (1839–1842). Mit der Erfindung der Secchi-Scheibe durch Angelo Secchi 1865 war ein einfaches Hilfsmittel entwickelt, um die Sichttiefe in einem Gewässer zu ermitteln. In den 1880er Jahren erschienen dann zwei weitere bedeutende Schriften, nämlich 1885 „Der Dorfteich als Lebensgemeinschaft“ des Lehrers und Biologen Friedrich Junge (Kiel) und zwei Jahre später der Artikel „The lake as a microcosm“ von Stephen Alfred Forbes (Illinois). 1888 eröffnete Anton Fritsch die erste biologische Süßwasserstation in Böhmen.
Anfang des 20. Jahrhunderts begann sich die Ansicht durchzusetzen, dass Fischereiforschung Voraussetzung für rationellen Fischereibetrieb ist. 1902 veröffentlichten Richard Kolkwitz und Maximilian Marsson erstmals über das von ihnen entwickelte Saprobiensystem, mit dem sich der Verschmutzungsgrad von Fließgewässern beurteilen lässt. Ergänzt wurde es 1918 durch die Klassifizierung von Seen anhand ihres Pflanzennährstoffangebotes, das der schwedische Biologe Einar Naumann entwickelt hatte. Gleichzeitig führte er die Begriffe oligotroph und eutroph in die Limnologie ein. Als zwei Jahre darauf der Deutsche August Thienemann sein System mit der Einteilungsmethode Naumanns vereinte, war das klassische Seentypensystem geboren.
Die Entstehungsgeschichte der Fischereiwissenschaft in dieser Zeit ist generell verbunden mit ihren Teilbereichen aus Biologie, Ökologie und weiteren. Meereskunde und Limnologie zählen zu den Ursprüngen der Fischereiwissenschaft. So fällt in das Jahr 1904 die Fertigstellung des dreibändigen Werkes von François-Alphonse Forel über den Genfersee, das den Titel „Le Lac Leman: Monographie Limnologique“ trug. Aus der Geschichte der Forschungseinrichtungen in Deutschland sind die Biologische Abteilung für Fischerei und Abwasserfragen am Zoologischen Institut der Westfälischen Wilhelms-Universität in Münster (um 1900), die Hydrobiologische Anstalt in Plön, „Laboratorium für die internationale Meeresforschung“ in Kiel (um 1900) und weitere bekannt. 1911 veröffentlichten Edward Asahel Birge und Chancey Juday  ihre Ergebnisse, die sie an amerikanischen Seen gewonnen hatten.
1944 veröffentlichte George Evelyn Hutchinson posthum das 1942 von Raymond Laurel Lindeman verfasste Werk „The trophic-dynamic aspect of ecology“, in dem die Rolle des Energie- und Stoffflusses innerhalb eines Ökosystems und davon abhängige Fließgleichgewichte beschrieben werden. 1970 führten Bruce L. Kimmel et al. den Stausee in die Limnologie ein, 1985 publizierte Gene Likens seine Untersuchungen zu aquatischen Ökosystemen, basierend auf Forschungen am Mirror Lake. Er sprach sich unter anderem für das Einzugsgebiets-Konzept aus. 2004 veröffentlichten Jochen Trautner und Cathrin Schmidt ihre Studie zur Anwendung molekulargenetischer Verfahren in der fischereiwissenschaftlichen Forschung.
Ab Ende des 20. Jahrhunderts stellte die Fischereiwissenschaft gravierende Mängel der Bewirtschaftung der Ökosysteme fest. 2009 veröffentlichten Boris Worm und Weitere beispielsweise ihre Studie Rebuilding Global Fisheries zur Notwendigkeit des Wiederaufbaus der globalen Fischbestände. Im 21. Jahrhundert werden Fischereiwirtschaft und Fischereibiologie und weitere Gebiete der Fischereiwissenschaft gesamtheitlich in der Wissenschaft behandelt. Begleitend bei dieser Entwicklung waren Kritik, Anregungen der DFG und die internationale Angleichung der Studiengänge an Universitäten. Die Universität Rostock beschreibt ihren interdisziplinären Fachbereich im Jahr 2010 wie folgt: „Das Department ‚Maritime Systeme‘ vereint Meeresforscher, Ingenieure, Landwirte, Geistes- und Sozialwissenschaftler sowie Ökonomen und Juristen.“

## Forschungseinrichtungen

### Deutschland
Schwerpunkte der Fischereiwissenschaftlichen Forschung in Deutschland finden sich 2010 in der Christian-Albrechts-Universität zu Kiel, beim Leibniz-Institut für Meereswissenschaften IFM-GEOMAR und beim Institut für Hydrobiologie und Fischereiwissenschaften an der Universität Hamburg. Die Liste „Hochschulinstitute, die Fischereiforschungsthemen bearbeiten“, die vom Bundesministerium für Ernährung, Landwirtschaft und Verbraucherschutz herausgegeben wird, weist insgesamt 17 Einrichtungen aus.

### Internationaler Überblick
- International Council for the Exploration of the Sea
- Karnataka Veterinary Animal and Fisheries Sciences University, Indien[19]
- National Institute of Water and Atmospheric Research
- Norwegische Fischereihochschule auch Norwegische Hochschule für Fischereiwissenschaft (NCFS)[20]
- The Worm Lab, Dalhousie University[19]
- Staatliche Technische Universität Kaliningrad

## Fachgesellschaften und Organisationen
- Bundesanstalt für Landwirtschaft und Ernährung (BLE), Fachausschuss Aquatische Genetische Ressourcen[21]
- Verband Deutscher Fischereiverwaltungsbeamter und Fischereiwissenschaftler

## Zeitschriften und Periodika
- Japanese Society of Fisheries Science, Fisheries Science, Springer, ISSN 0919-9268